# Porcellionides saussurei
Porcellionides saussurei là một loài chân đều trong họ Porcellionidae. Loài này được Dollfus miêu tả khoa học năm 1896.